# 让-马里耶·沙尔庞捷
让-马里·沙庞提耶（Jean-Marie Charpentier，1939年—2010年12月24日）中文名夏邦杰，是一名法国建筑师和城市规划师。
他于1966年畢業於巴黎大学，1969年在巴黎建立了夏邦杰建筑设计公司。同年又畢業於国立高等美术学院。1984年前往中國定居。

## 作品

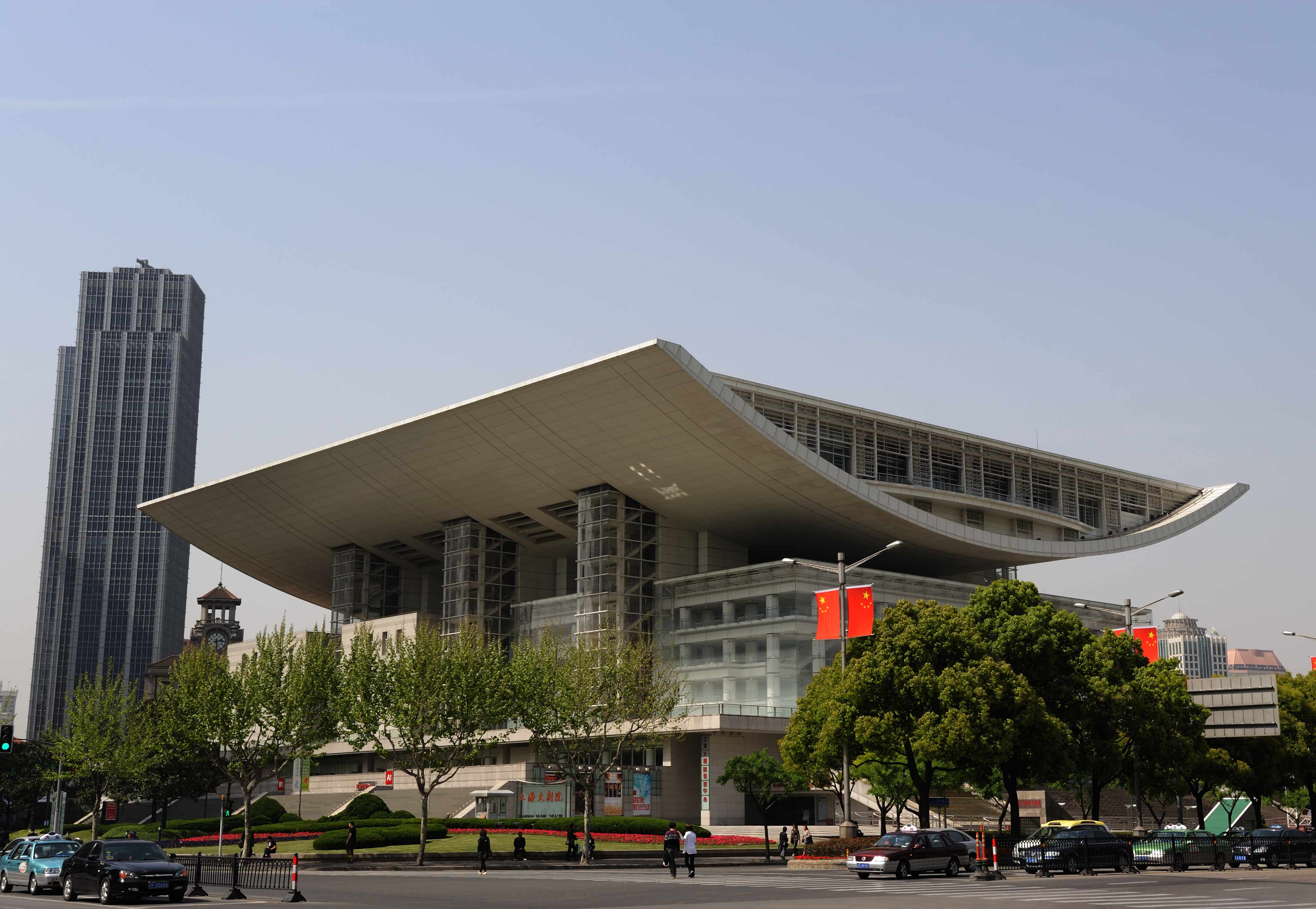
上海大劇院

- 上海大剧院